# 佐倉紗織
佐倉紗織（1984年9月19日—）是一名日本的女歌手，出身於岐阜縣，暱稱為。主要以活躍於成人遊戲和動畫音樂團體ave;new的歌手名義活動。特徵是擁有非常高音域的嗓子。

## 唱片
全部均以「ave;new feat.佐倉紗織」名義推出。

### 單曲
- snow again（2004年11月30日）
- （2006年9月16日、ave;new online store限定特典CD（非賣品））
- True My Heart（2007年9月3日）

### 專輯
- Lovable（2007年12月29日）
- Tearful (2011年9月30日)
- elLiptic－エリプティック－(2012年10月5日)

## 參與歌曲

### 獨唱
- kiss my lips（收錄在ave;new首張專輯「inlay」內）
- snow of love-inlay mix-（收錄在ave;new首張專輯「inlay」內）
- period（收錄在ave;new首張專輯「inlay」通常版和Maxi單曲「snow again」內）
- snow again（收錄在Maxi單曲「snow again」內）
- Longing（電腦遊戲插曲）
- memorize（電腦遊戲主題曲）
- True My Heart（電腦遊戲「Nursery Rhyme」主題曲）
- Dearness（電腦遊戲「Nursery Rhyme」結尾曲）
- Eternal Wish（電腦遊戲「戀桃」主題曲）
- amulet -original sweet-（收錄在ave;new第二張專輯「suite」內）
- just be with you（電腦遊戲「angel breath」主題曲）
- HONEY（電腦遊戲「Chu!Lips」主題曲）
- Baby Baby（收錄在ave;new第三張專輯「virtu」內）
- Close Your Eyes（收錄在ave;new迷你專輯「Regard」內）
- Primula juliae --（電腦遊戲主題曲）
- Remembrance（電腦遊戲結尾曲）
- Vanille Rouge --（電腦遊戲「 - Cafe au Le Ciel Bleu -」 主題曲）
- 淡雪（電腦遊戲「真白牡丹」主題曲）
- Orfeu ～～（電腦遊戲 主題曲）
- （電腦遊戲「STEP×STEADY」結尾曲）
- Call My Dears（電腦遊戲印象曲）
- Iris（收錄在佐倉紗織首張個人專輯「Lovable」內）
- Lovable（收錄在佐倉紗織首張個人專輯「Lovable」內）
- Snowy Feather Kiss（收錄在佐倉紗織首張個人專輯「Lovable」內）
- ∞LOVERS（電腦遊戲主題曲）
- Brand New Seasons（收錄在佐倉紗織首張個人專輯「Lovable」內）
- Pure My Voices（電腦遊戲「PrismRhythm」主題曲）
- Octave Rain（電腦遊戲「PARA-SOL」主題曲）
- My Sweet Lady（電腦遊戲「学☆王 -THE ROYAL SEVEN STARS-」主題曲）
- Graceful Anomaly（電腦遊戲「Magical Charming!」主題曲）
- Suger Ripple（電腦遊戲「Magical Charming!」結尾曲）
- Precious Line（電腦遊戲「命運線上的φ」主題曲）

### 名義
- （快盜天使雙胞胎）

### ave;new名義
- A Song For You

### 合唱
- amulet（飯塚雅弓主唱，動畫 ～Operation Sanctuary～主題曲）
- （ feat.）

## 出演

### 網上電台
- 佐倉紗織LoveLoveLovable！（2007年9月～）

## 外部連結
- 個人網站（页面存档备份，存于）
- ave;newArchive.today的存檔，存档日期2012-12-09